# Њубург (округ Камберланд, Пенсилванија)
Њубург (енгл. Newburg, Cumberland County) град је у америчкој савезној држави Пенсилванија.

## Демографија
По попису из 2010. године број становника је 336, што је 36 (-9,7%) становника мање него 2000. године.
| Група             | 2000.       | 2010.       |
| Белци             | 361 (97,0%) | 329 (97,9%) |
| Афроамериканци    | 0 (0,0%)    | 0 (0,0%)    |
| Азијати           | 0 (0,0%)    | 0 (0,0%)    |
| Хиспаноамериканци | 0 (0,0%)    | 3 (0,9%)    |
| Укупно            | 372         | 336         |